# 1962

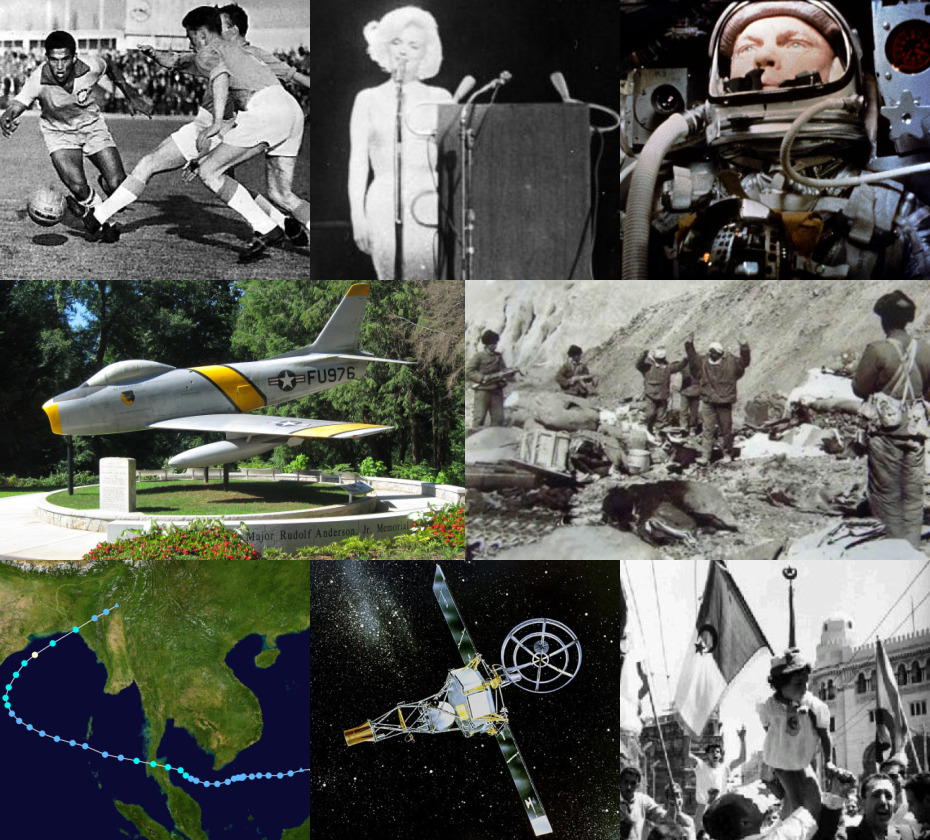

1962 (MCMLXII) là một năm thường bắt đầu vào Thứ hai của lịch Gregory, năm thứ 1962 của Công nguyên hay của Anno Domini, the năm thứ 962  của thiên niên kỷ 2, năm thứ 62  của thế kỷ 20, và năm thứ  3   của thập niên 1960. 

## Sự kiện

### Tháng 1
- 1 tháng 1: Samoa giành độc lập.

### Tháng 3
- 2 tháng 3: Đảo Chính Myanmar 1962,Quân đội dưới quyền Tướng Ne Win đoạt được quyền lực tại Miến Điện

### Tháng 7
- 1 tháng 7: Burundi và Rwanda độc lập từ Bỉ.
- 5 tháng 7: Algérie độc lập từ Pháp.

### Tháng 8
- 6 tháng 8: Jamaica giành độc lập.

### Tháng 9
- 12 tháng 9: Tổng thống Mỹ John F. Kennedy tái khẳng định Hoa Kỳ sẽ đưa người lên Mặt Trăng trước khi kết thúc thập kỷ trong bài diễn văn "We choose to go to the Moon".

### Tháng 10
- 20 tháng 10: Trung Quốc và Ấn Độ đụng độ tại biên giới.

## Sinh

### Tháng 1
- 7 tháng 1: Trần Tú Văn, nữ diễn viên, ca sĩ Hồng Kông

### Tháng 2
- 5 tháng 2: Quan Lễ Kiệt, diễn viên Hồng Kông
- 8 tháng 2: Tân Hiểu Kỳ, ca sĩ Đài Loan
- 22 tháng 2:
  - Steve Irwin, nhà nghiên cứu Úc (m. 2006)
  - Don Hồ, ca sĩ người Mỹ gốc Việt

### Tháng 6
- 19 tháng 6: Paula Abdul, ca sĩ, diễn viên Mỹ
- 21 tháng 6: Viktor Robertovich Tsoi, ca sĩ, diễn viên Liên Xô
- 22 tháng 6: Châu Tinh Trì, diễn viên điện ảnh Hồng Kông
- 27 tháng 6: Lương Triều Vỹ, diễn viên Hồng Kông

### Tháng 7
- 3 tháng 7: Tom Cruise, nam diễn viên và nhà sản xuất người Mỹ

### Tháng 8
- 6 tháng 8: Dương Tử Quỳnh, hoa hậu Malaysia năm 1983, diễn viên điện ảnh, diễn viên múa của Hồng Kông

### Tháng 9
- 17 tháng 9: Dustin Nguyễn, nam diễn viên điện ảnh người Mỹ gốc Việt
- 24 tháng 9: Quan Chi Lâm, diễn viên Hồng Kông
- 25 tháng 9: Hồng Đào, nữ diễn viên kịch nói, diễn viên điện ảnh và diễn viên truyền hình người Mỹ/Việt Nam, vợ cũ của nam diễn viên Quang Minh

### Tháng 10
- 2 tháng 10: Jeff Bennett, diễn viên lồng tiếng người Mỹ
- 20 tháng 10: Vương Kiệt, ca sĩ người Đài Loan
- 25 tháng 10: Thái Tiểu Hổ, ca sĩ nhạc pop người Đài Loan

### Tháng 11
- 19 tháng 11: Jodie Foster, diễn viên điện ảnh người Mỹ

### Tháng 12
- 16 tháng 12: La Gia Lương, diễn viên và ca sĩ Hồng Kông
- 10 tháng 12: Mạnh Đình, ca sĩ hát dòng nhạc hải ngoại

## Mất

### Tháng 7
- 6 tháng 7: William Faulkner, tiểu thuyết gia người Mỹ (s. 1897)

### Tháng 8
- 5 tháng 8: Marilyn Monroe, diễn viên điện ảnh người Mỹ (s. 1926)
- 9 tháng 8: Hermann Hesse, nhà thơ, nhà văn và họa sĩ người Đức (s. 1877)

### Tháng 11
- 7 tháng 11: Eleanor Roosevelt, Đệ nhất phu nhân Hoa Kỳ (s. 1884)
- 18 tháng 11: Niels Bohr, nhà vật lý người Đan Mạch (s. 1885)
- 28 tháng 11: Wilhelmina, Nữ vương Hà Lan (s. 1880)

## Giải Nobel
- Vật lý - Lev Davidovich Landau
- Hóa học - Max Ferdinand Perutz, John Cowdery Kendrew
- Y học - Francis Harry Compton Crick, James Dewey Watson, Maurice Hugh Frederick Wilkins
- Văn học - John Steinbeck
- Hòa bình - Linus Carl Pauling